# Suze (Drôme)
Suze (auch: Suze-sur-Crest, okzitanisch: Susa) ist eine französische Gemeinde mit 247 Einwohnern (Stand: 1. Januar 2022) im Département Drôme in der Region Auvergne-Rhône-Alpes; sie gehört zum Arrondissement Die und zum Kanton Crest. Die Bewohner werden Suzois und Suzoises genannt.

## Geografie
Suze liegt etwa 25 Kilometer südöstlich von Valence. Umgeben wird Suze von den Nachbargemeinden Gigors-et-Lozeron im Norden, Beaufort-sur-Gervanne im Nordosten und Osten, Montclar-sur-Gervanne im Osten, Mirabel-et-Blacons im Süden, Aouste-sur-Sye im Südwesten sowie Cobonne im Westen.

## Bevölkerungsentwicklung
| Jahr                       | 1911 | 1962 | 1968 | 1975 | 1982 | 1990 | 1999 | 2006 | 2019 |
| -------------------------- | ---- | ---- | ---- | ---- | ---- | ---- | ---- | ---- | ---- |
| Einwohner                  | 331  | 257  | 223  | 177  | 184  | 164  | 226  | 249  | 231  |
| Quellen: Cassini und INSEE |      |      |      |      |      |      |      |      |      |

## Sehenswürdigkeiten
- Kirche Saint-Martin in Suze
- Kirche Saint-Martin im Ortsteil Jaux

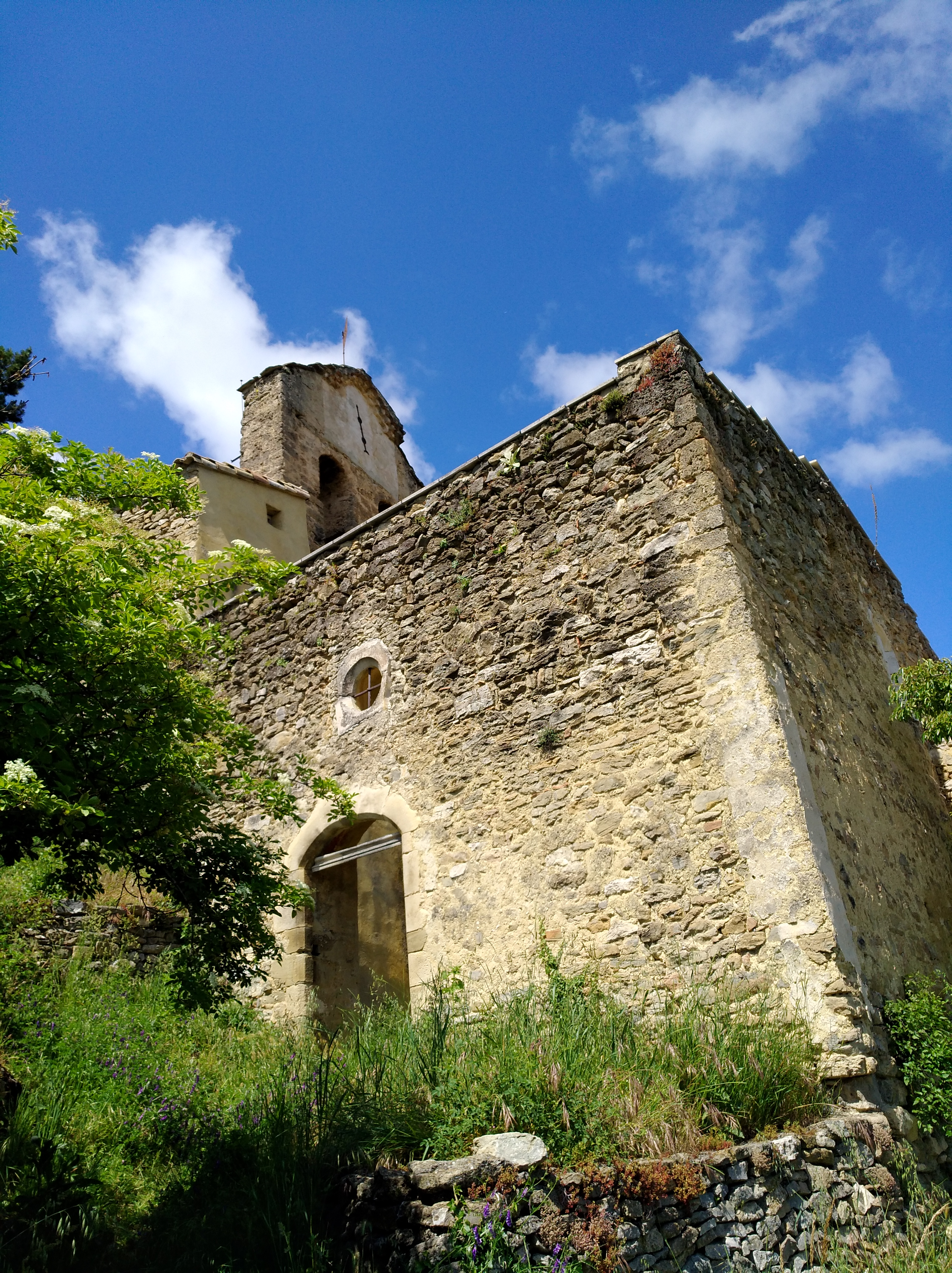
Kirche Saint-Martin in Suze
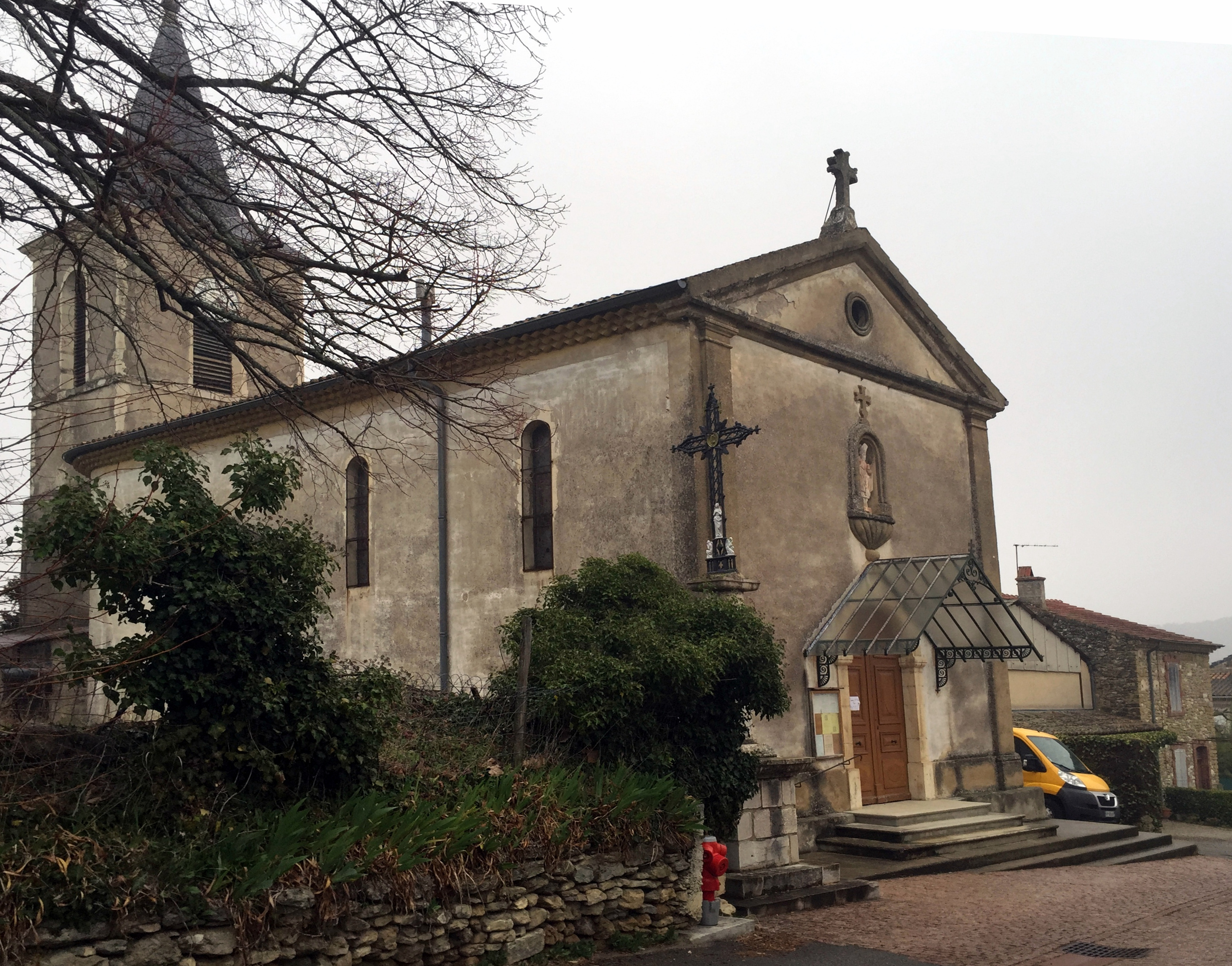
Kirche Saint-Martin im Ortsteil Jaux